# Bridge Creek Cabin
Ne doit pas être confondu avec Abri Bridge Creek.
La Bridge Creek Cabin – ou Bridge Creek Ranger Station – est une cabane dans le comté de Chelan, dans l'État de Washington, dans le nord-ouest des États-Unis. Protégée au sein du parc national des North Cascades, cette construction qui peut servir de station de rangers saisonnière est inscrite au Registre national des lieux historiques depuis le 10 février 1989.